# 빈센트 (1982년 영화)
빈센트(Vincent)는 미국에서 제작된 팀 버튼 감독의 1982년 드라마 영화이다. 빈센트 프라이스 등이 주연으로 출연하였고 릭 하인리츠 등이 제작에 참여하였다.
내레이션은 배우 빈센트 프라이스가 참여하였다.

## 출연
- 빈센트 프라이스

## 제작진
- 미술: 팀 버튼